# Bingen Zupiria
Bingen Zupiria Gorostidi (Hernani, Guipúzcoa, 1961 ) es un periodista y político español del Partido Nacionalista Vasco, actual consejero de Seguridad del Gobierno Vasco. 
Bingen Zupiria fue redactor de Euskal Telebista desde 1983 hasta su nombramiento como director de prensa del lendakari José Antonio Ardanza en 1989. En  1999 volvió a Euskal Telebista como director de la misma dentro del equipo de dirección nombrado por Andoni Ortuzar, puesto que mantuvo hasta 2009 cuando fue sustituido por Miguel Ángel Idígoras. Desde 2016, en los gobiernos del Lehendakari Iñigo Urkullu, ha sido responsable de la Consejería de Cultura y Política Lingüística y desde 2020 portavoz del Gobierno vasco.

## Biografía
Bingen Zupiria nació en la localidad guipuzcoana de Hernani, en el País Vasco en España, en 1961. Realizó los estudios primarios en la ikastola Urumea. Los estudios universitarios los desarrolló en la Universidad de Deusto donde se licenció con matrícula de honor en 1984, en Filosofía y Letras con la especialidad de filología vasca.
Aficionado a la música popular, formó parte de la banda municipal de txistularis de Hernani y en 1982 forma con Miren Etxaniz  el dúo "Miren eta Bingen" de trikitixa, música popular vasca, que se mantuvo activo durante cuatro años y editó un álbum en 1982.
En 1983 entra como redactor en la recién creada televisión vasca, Euskal Telebista donde permanece hasta que en 1989 es nombrado  director de prensa del lendakari José Antonio Ardanza hasta que en 1999, dentro del equipo de dirección encabezado por Andoni Ortuzar vuelve a Euskal Telebista como director de la misma. En el año 2002 cursa un master en dirección de empresas en Gestión de Cooperativas de Trabajo Asociado en Mondragon Unibertsitatea. 
Entre 2005 y 2007 fue director de un máster conjunto de EITB y la Universidad de Deusto sobre Comunicación Audiovisual, Corporativa e Institucional. Fue profesor invitado en la Universidad de Mondragón durante dos años, de 2007 a 2009, impartiendo la asignatura Calidad a los alumnos de último curso de la carrera de Comunicación Audiovisual. También ha impartido docencia en los másteres de Comunicación Corporativa y Gestión de la Innovación y el Conocimiento de la Universidad del País Vasco. 
En enero de 2008, cuando Andoni Ortuzar deja la dirección general de Euskal Irrati Telebista tras ser nombrado presidente del Bizkai Buru Batzar del PNV, el órgano de dirección de ese partido en Vizcaya, en sustitución de Iñigo Urkullu, Bingen Zupiria pasa a ser director general en funciones hasta que tras las elecciones autonómicas vascas de 2009 donde es nombrado lehendakari Patxi López del  PSE-EE, cambia la cúpula directiva de EITB y nombran director general a Alberto Surio y director de Euskal Telebista a Miguel Ángel Idígoras. Durante ese verano trabajó como guionista de la serie dramática vasca Mugaldekoak y en noviembre es nombrado  director de G-Quest, una empresa con sede en Bilbao dedicada a la investigación social, el marketing estratégico y la comunicación. Colabora con el diario Deia y de la emisora de radio Cadena Ser hasta que en 2012 es nombrado  director del diario Deia.
En 2016 es nombrado consejero de Consejero de Cultura y Política Lingüística del Gobierno Vasco por el lehendakari Iñigo Urkullu y tras la victoria electoral de 2020 asumió también el cargo de portavoz del gobierno.
Casado con  Aintzane Bolinaga, editora de noticias de EITB, tiene dos hijos y una hija.